# Steve Preisler
Steve Preisler, beter bekend onder zijn pseudoniem Uncle Fester, is een Amerikaans auteur, bioloog en chemicus. Hij is bekend vanwege zijn controversiële boeken over de vervaardiging van bepaalde illegale of gevaarlijke chemische substanties. Zijn pseudoniem is afkomstig van het karakter Uncle Fester uit The Addams Family, met wie hij zijn voorliefde voor explosieven deelt.
Preisler studeerde in 1981 af aan de Marquette Universiteit in scheikunde en biologie. In 1983 werd hij tot een voorwaardelijke gevangenisstraf veroordeeld wegens bezit van metamfetamine, en in 1984 volgde een tweede arrestatie waardoor hij daadwerkelijk de gevangenis in moest. Preisler beweerde dat het om een paar gram ging, maar de DEA had via creditcardgegevens achterhaald dat Preisler hoeveelheden efedrine had gekocht, een grondstof voor de fabricage van metamfetamine.
Om wraak te nemen op de overheid leende Preisler een typemachine en schreef zijn eerste boek in de gevangenis, Secrets of Methamphetamine Manufacture. Dit boek beschrijft in lekentaal zes verschillende methodes om zelf metamfetamine te maken, alsmede recepten voor MDA en MDMA. Bovendien wordt erin aangegeven hoe men aan de grondstoffen en hulpmiddelen kan komen. Het boek was een groot succes wat Preisler aanmoedigde tot doorgaan. Zijn tweede boek, Home Workshop Explosives, bevat recepten voor zelfgemaakte explosieven. Deze recepten zijn eveneens voor leken beschreven en omvatten onder andere nitroglycerine, acetonperoxide en RDX. Vest Busters is een instructie hoe men kogels kan bewerken zodat ze door kogelvrije vesten kunnen dringen. Bloody Brazilian Knife Fightin' Techniques beschrijft verschillende vechttechnieken met messen uit Brazilië.
Preislers boek Silent Death bevat recepten voor een aantal dodelijke vergiften waaronder koolmonoxide, ricine, botuline, fosgeen, sarin en arsine. De Japanse sekte Aum Shinrikyo zou recepten uit het boek hebben gebruikt voor de bereiding van het sarin dat in 1995 bij een aanslag in de metro van Tokio werd verspreid.
Voor de meeste boeken van Preisler geldt echter dat, hoewel de scheikunde vaak klopt, de recepten zelfs voor ervaren chemici niet zonder gevaar zijn. Voor leken zijn de meeste recepten zelfs levensgevaarlijk. De boeken van Uncle Fester gelden dan ook als controversieel, hoewel ze vrij verkrijgbaar zijn.